# 圭多·圭尼泽利
圭多·迪·圭尼泽洛·迪·马尼亚诺（義大利語：Guido di Guinizello di Magnano，1235年—1276年），常被称为圭尼泽利（Guinizzelli），意大利诗人。圭尼泽利继承了托斯卡纳诗派和西西里诗派的传统，被认为是「温柔的新体」诗派的开创者和理论家，其诗作《爱情总寄托在高贵的心中》（Al cor gentil rempaira sempre Amore）集中体现了该诗派的思想。尽管他的诗歌存世不多，但仍在13世纪意大利文学中占有重要位置，但丁·阿利吉耶里就是他的一个追随者。